# Lechstaustufe Lechbruck
Die Lechstaustufe Lechbruck ist eine Staustufe des Lechs zwischen Schongau und Füssen.

## Geografie
Die Staustufe befindet sich an Flusskilometer 146,5 auf dem Gemeindegebiet von Lechbruck am See im Landkreis Ostallgäu.

## Technische Daten

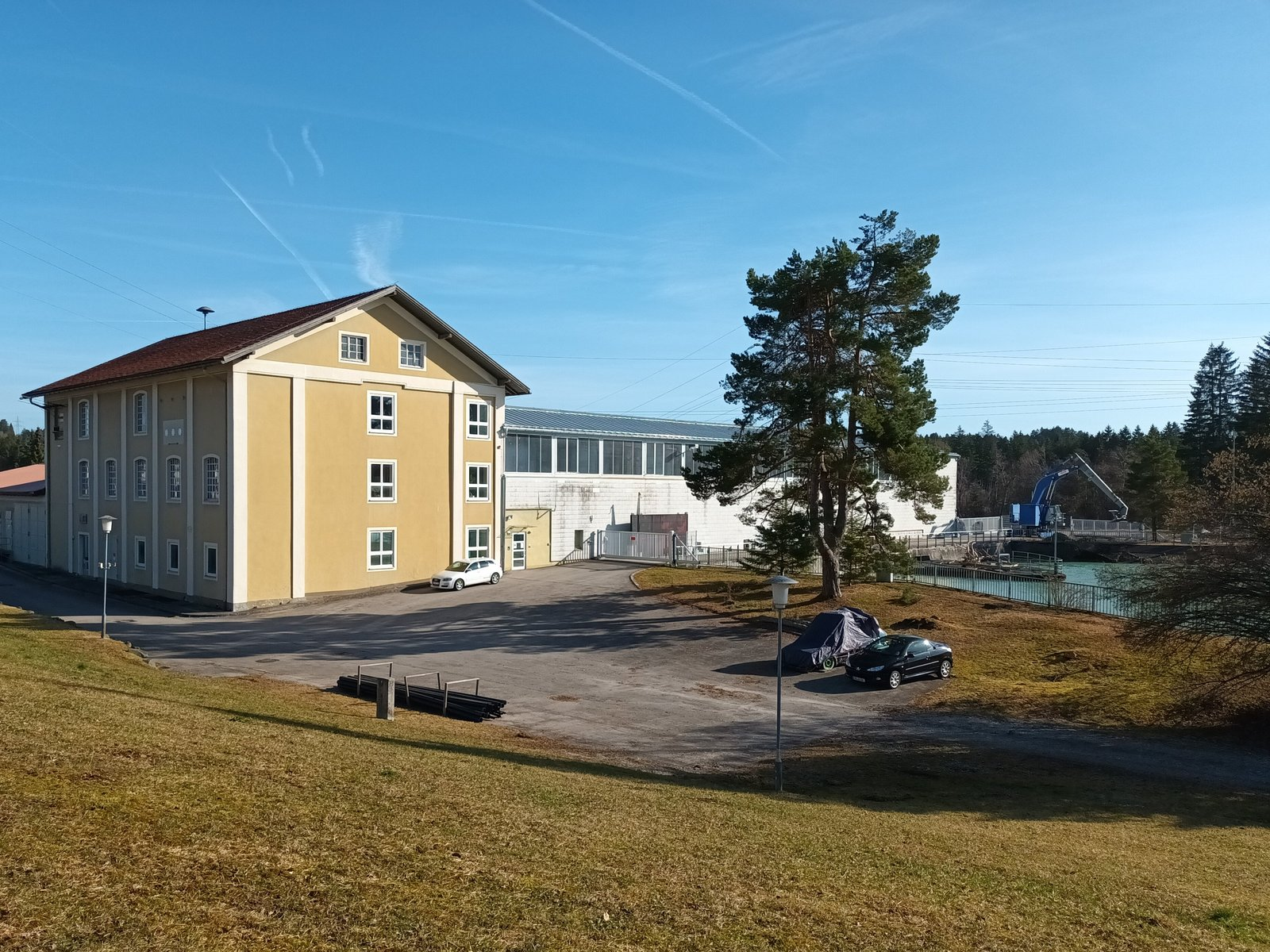
Wasserkraftwerk Lechbruck

Betreiber des Laufwasserkraftwerkes ist die Allgäuer Überlandwerke, die erzeugte Leistung beträgt 5,0 MW bei einer Fallhöhe von 6,0 Metern.
Der Ausbaudurchfluss des Kraftwerkes beträgt 140 m³/s, das Regelarbeitsvermögen 25.000 MWh pro Jahr.
Im Jahr 2017 wurden die drei Kaplan-Turbinen sowie die zugehörigen Generatoren des Kraftwerkes generalüberholt.
Siehe auch: Liste von Wasserkraftwerken in Deutschland